# Nördliche Schmalbeutelratte
Die  Nördliche Schmalbeutelratte (Gracilinanus marica), auch Kolumbien-Schmalbeutelratte genannt, kommt im Nordwesten von Südamerika vom kolumbianischen Departamento La Guajira bis in den Norden von Venezuela vor.

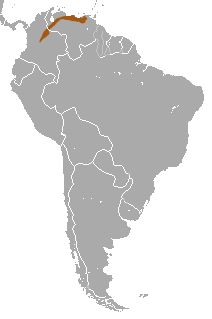
Das Verbreitungsgebiet im nordwestlichen Südamerika

## Beschreibung
Die Tiere erreichen eine Kopfrumpflänge von 9,6 bis 11,6 cm und haben einen 13,1 bis 15,1 cm langen Schwanz und erreichen ein Gewicht von 24 bis 30 g. Der Schwanz hat in der Regel eine Länge von 130 % der Kopfrumpflänge. Rücken, Kopfoberseite und Körperseiten sind einfarbig braun bis rotbraun. Zwischen den von schmalen dunklen Ringen umgebenen Augen ist das Fell etwas heller. Das Bauchfell ist bräunlich und kontrastiert nur wenig mit dem Rückenfell. Das Fell ist lang, wollig und seidig. Auf dem Rücken haben die Haare eine Länge von etwa 10 mm. Die Füße sind bräunlich. Der Schwanz ist auf der Oberseite hellbraun und auf der Unterseite weißlich. Weibchen haben keinen Beutel. Die Anzahl der Zitzen liegt bei elf, fünf an jeder Seite und eine Mittige. Der Karyotyp der Wald-Schmalbeutelratte ist unbekannt.

## Lebensraum und Lebensweise
Die Nördliche Schmalbeutelratte kommt in feuchten immergrünen Regenwäldern, in Trockenwäldern und Savannen von Meeresspiegelhöhe bis in Höhen von 2590 Metern vor. Sie ist wahrscheinlich baumbewohnend. Alle bisher gefangenen Exemplare wurden auf Bäumen gefangen. Über ihr sonstiges Verhalten, ihre Ernährung, ihre Aktivitätsmuster und ihre Fortpflanzungsbiologie ist bisher nichts bekannt.

## Systematik
Autor der Erstbeschreibung der Nördlichen Schmalbeutelratte ist der britische Zoologe Oldfield Thomas, die sie 1898 unter der Bezeichnung Marmosa marica beschrieb und den Ort R. Albarregas im venezolanischen Bundesstaat Mérida als Terra typica angab. Aufgrund von Unterschieden im Bau des Schädels und der Zähne wurde 1989 die Gattung Gracilinanus eingeführt, in die die Mitglieder der Microtarsus-Gruppe der Gattung Marmosa und damit auch die Kolumbien-Schmalbeutelratte gestellt wurden.

## Status
Die IUCN schätzt den Gefährdungsstatus der Nördlichen Schmalbeutelratte als ungefährdet (Least Concern) ein. Die Population ist wahrscheinlich groß, die Tiere kommen in einigen Schutzgebieten vor und sie tolerieren nicht zu weit gehende Beeinträchtigungen ihres Lebensraums durch den Menschen.

## Belege
1. 1 2 3 4 5  Diego Astúa: Family Didelphidae (Opossums). in Don E. Wilson, Russell A. Mittermeier: Handbook of the Mammals of the World – Volume 5. Monotremes and Marsupials. Lynx Editions, 2015, ISBN 978-84-96553-99-6. Seite 172.
2. ↑  Gardner, A.L. & Creighton, G.K. 1989. A new generic name for Tate's (1933) Microtarsus group of South American mouse opossums (Marsupialia: Didelphidae). Proceedings of the Biological Society of Washington 102(1): 3–7.
3. ↑  Gracilinanus marica in der Roten Liste gefährdeter Arten der IUCN 2016. Eingestellt von: Pérez-Hernandez, R., Ventura, J. & López Fuster, M., 2015. Abgerufen am 25. Januar 2020.